# 唐林县 (安南)
唐林县，唐朝时设置的县。
唐朝初年以唐林县、安远县置唐林州，后州、县皆废。更置唐林县，属福禄州。